# Deutsche Cadre-45/2-Meisterschaft 1913

Veranstaltungsort: Berlin

Die Deutsche Cadre-45/2-Meisterschaft 1913 war eine Billard-Turnierserie und fand erstmals vom 25. bis 30. Januar 1913 in Berlin statt.

## Geschichte
Vor der ersten Deutschen Meisterschaft im Cadre 45/2 fanden zwei Vorturniere statt, die aber nicht als Deutsche Meisterschaft gewertet wurden. Es nahmen auch internationale Gäste am Turnier teil. Sieger im ersten Turnier wurde der Franzose Alfred Mortier. Das zweite Turnier gewann der Düsseldorfer Albert Poensgen. Auch bei der ersten offiziellen Meisterschaft war er nicht zu bezwingen und gewann ungeschlagen den Titel. Nur in der Partie gegen den Berliner Nikola Sottler, der am Ende Platz zwei belegte, hatte Poesgen zu kämpfen; er gewann mit nur 400:272. Die anderen Partien gewann er überlegen. Platz drei sicherte sich der Hamburger Hellmuth Kux, der auch die Höchstserie des Turniers erzielte. Poensgen nahm aufgrund seiner amtlichen Stellung an dem Turnier unter dem Pseudonym Schmitz teil.

## Turniermodus
Das ganze Turnier wurde im Round-Robin-System bis 400 Punkte ohne Nachstoß gespielt. Bei MP-Gleichstand wurde in folgender Reihenfolge gewertet:
1. MP = Matchpunkte
2. GD = Generaldurchschnitt
3. HS = Höchstserie

## Abschlusstabelle
| MP    | Match Points (Sieger = 2; Unentschieden = 1; Verlierer = 0) |
| Pkte. | Erzielte Karambolagen                                       |
| Aufn. | Benötigte Versuche                                          |
| GD    | Generaldurchschnitt                                         |
| BED   | Bester Einzeldurchschnitt eines Spielers                    |
| HS    | Höchstserie                                                 |
|       | Bester GD des Turniers                                      |
|       | Bester ED des Turniers                                      |
|       | Beste HS des Turniers                                       |
|       | 1. Platz (Gold)                                             |
|       | 2. Platz (Silber)                                           |
|       | 3. Platz (Bronze)                                           |

| 1                         | Alber Poensgen (Düsseldorf) | 10:0 | 2000 | 151 | 13,24 | 23,52 | 92  |
| 2                         | Nikola Sottler (Berlin)     | 6:4  | 1819 | 266 | 6,83  | 7,40  | 48  |
| 3                         | Hellmuth Kux (Hamburg)      | 6:4  | 1697 | 250 | 6,78  | 8,51  | 102 |
| 4                         | Albert Herbig (Jena)        | 4:6  | 1725 | 275 | 6,27  | 6,89  | 50  |
| 5                         | Hans Niedermayr (Berlin)    | 4:6  | 1539 | 249 | 6,18  | 7,84  | 65  |
| 6                         | Franz Wobring (Berlin)      | 0:10 | 1296 | 263 | 4,92  | –     | 53  |
| Turnierdurchschnitt: 6,92 |                             |      |      |     |       |       |     |